# Martin Goodman (éditeur)
Vous lisez un « bon article » labellisé en 2020.
Pour les articles homonymes, voir Martin Goodman et Goodman.
Cet article concerne l'éditeur de comics. Pour l'historien, voir Martin Goodman (historien).
Compléments
Fondateur de Marvel Comics.
Moses Goodman dit Martin Goodman est un éditeur américain de pulps, de livres et de comics. Né le 18 janvier 1908 à Brooklyn, il commence à travailler très jeune dans une société de distribution avant de s'associer avec Louis Silberkleit et de fonder sa première maison d'édition en 1932 pour publier des pulps. Comme beaucoup de ses collègues, il multiplie les sociétés pour continuer à travailler même si l'une d'entre elles fait faillite. Pour augmenter les profits, il joue avec les lois, surtout celles sur le droit d'auteur, ce qui lui vaut plusieurs amendes. Toujours attentif aux modes, il se lance dans l'édition de comics en 1938 et fonde Timely Comics. Le premier qu'il publie, Marvel Comics, dans lequel se trouvent Human Torch et the Sub-Mariner est un succès. Il engage alors Joe Simon et Jack Kirby qui créent en 1940 Captain America, autre succès important.
Martin Goodman, cependant, ne reconnaît aucune valeur dans ce qu'il publie et lorsque les super-héros ne sont plus à la mode après-guerre, il n'hésite pas à interrompre ces titres. De même, lorsqu'il apprend que le comics de super-héros Justice League of America publié par DC Comics est en tête des ventes, il demande à Stan Lee, responsable éditorial de Marvel Comics, la société qui a succédé à Timely, de créer une équipe de super-héros. Avec Jack Kirby, Lee lance alors les Quatre Fantastiques qui marque le début du succès pour Marvel. Goodman dirige la société jusqu'en 1972. Il prend alors sa retraite mais lorsque son fils est évincé de Marvel, il décide de fonder une nouvelle société nommée Atlas Comics. Mais, l'expérience est de courte durée et Atlas ferme ses portes en 1975. Goodman prend alors sa retraite définitive et part s'installer à Palm Beach où il meurt le 6 juin 1992.
Les revenus produits par les ouvrages qu'il publie ou distribue sont les seuls critères qui motivent Goodman. Il préfère suivre les modes plutôt que d'innover et considère que les fans, de pulps ou de comics, ne s'intéressent pas à la qualité. Dès lors le contenu importe peu et le travail des auteurs n'est pas reconnu.

## Biographie

### Jeunesse
Martin Goodman (Moses Goodman à sa naissance), naît le 18 janvier 1908, à Brooklyn. Il est le premier fils d'Isaac Goodman et d'Anna Gleischenhaus, deux immigrés juifs lituaniens qui se sont rencontrés aux États-Unis, et qui sont déjà parents de sept filles. Après lui naissent encore une fille et quatre garçons. À partir du moment où il entre à l'école, son prénom est changé en Morris qu'il garde jusqu'en 1932. Morris commence à travailler très jeune pour aider ses parents à entretenir toute la famille. Puis au milieu des années 1920, il quitte New York et vagabonde à travers les États-Unis. La durée de cette vie errante est inconnue. Selon certaines sources, il revient, alors qu'il a une vingtaine d'années, dans sa ville natale. En août 1929 il est engagé par Louis Silberkleit, responsable de la diffusion au sein de l'Eastern Distributing Corporation,. Selon d'autres c'est dès 1924 qu'il est commis dans cette société. Il reçoit une promotion en 1928 et en 1929 ; il travaille avec Louis Silberkleit. Là, il a la charge, entre autres, de diffuser les magazines bon marché de Hugo Gernsback. Il parcourt de nouveau le pays, cette fois pour que les magazines dont il a la charge soient distribués. En 1932, il change de nouveau de prénom et se fait appeler Martin.

### Débuts dans l'édition

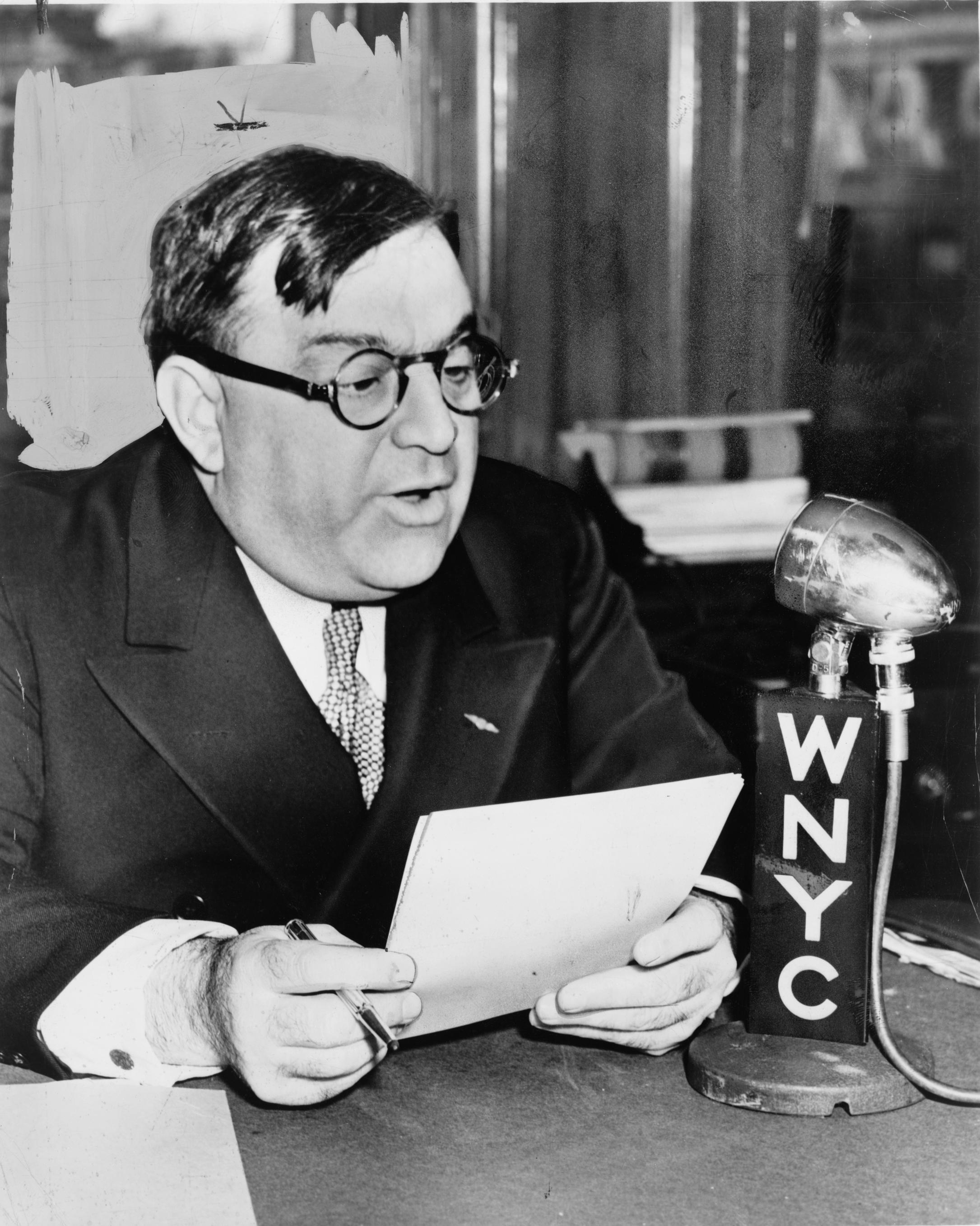
Fiorello La Guardia maire de New York dont la politique entraîna la faillite de la Mutual Magazine.

En 1932, Eastern fait faillite. Louis Silberkleit fonde une nouvelle société et fait de Goodman son associé. Deux autres éditeurs de pulps, les frères Shade, participent à la création de la Mutual Magazine Distributors, Inc,. Ensemble, ils dirigent plusieurs sociétés d'édition, qui peuvent être liquidées si cela s'avère plus rentable que d'éditer, et distribuent les magazines via cette nouvelle société. Une société-mère, la Newsstand Publication Inc., dont Goodman est nommé éditeur, chapeaute cet ensemble,. Selon plusieurs sources, Silberkleit et Goodman auraient aussi, entre 1931 et 1932, fondé Columbia Publication à l'origine de la société d'édition MLJ propriétaire du personnage d'Archie Andrews. Cependant cette version est remise en cause par les historiens des comics Bell et Vassallo.
Le premier pulp publié par la Newsstand en mai 1933 s'intitule Western Supernovel Magazine. Il est suivi de Complete Western Book Magazine, Black Book Magazine, Romantic Love Secret et Gang World,. En 1934 le nouveau maire de New York, Fiorello La Guardia, entame une croisade contre ce qu'il considère comme pornographique. Les revues érotiques ne sont pas épargnées et de nombreuses sociétés (éditeur, imprimeur, distributeur) sont menacées. Louis Silberkleit déclare alors en faillite la Mutual Magazine. Il revend aussi ses parts de Newsstand publications à Martin Goodman.

### Des pulps aux comics

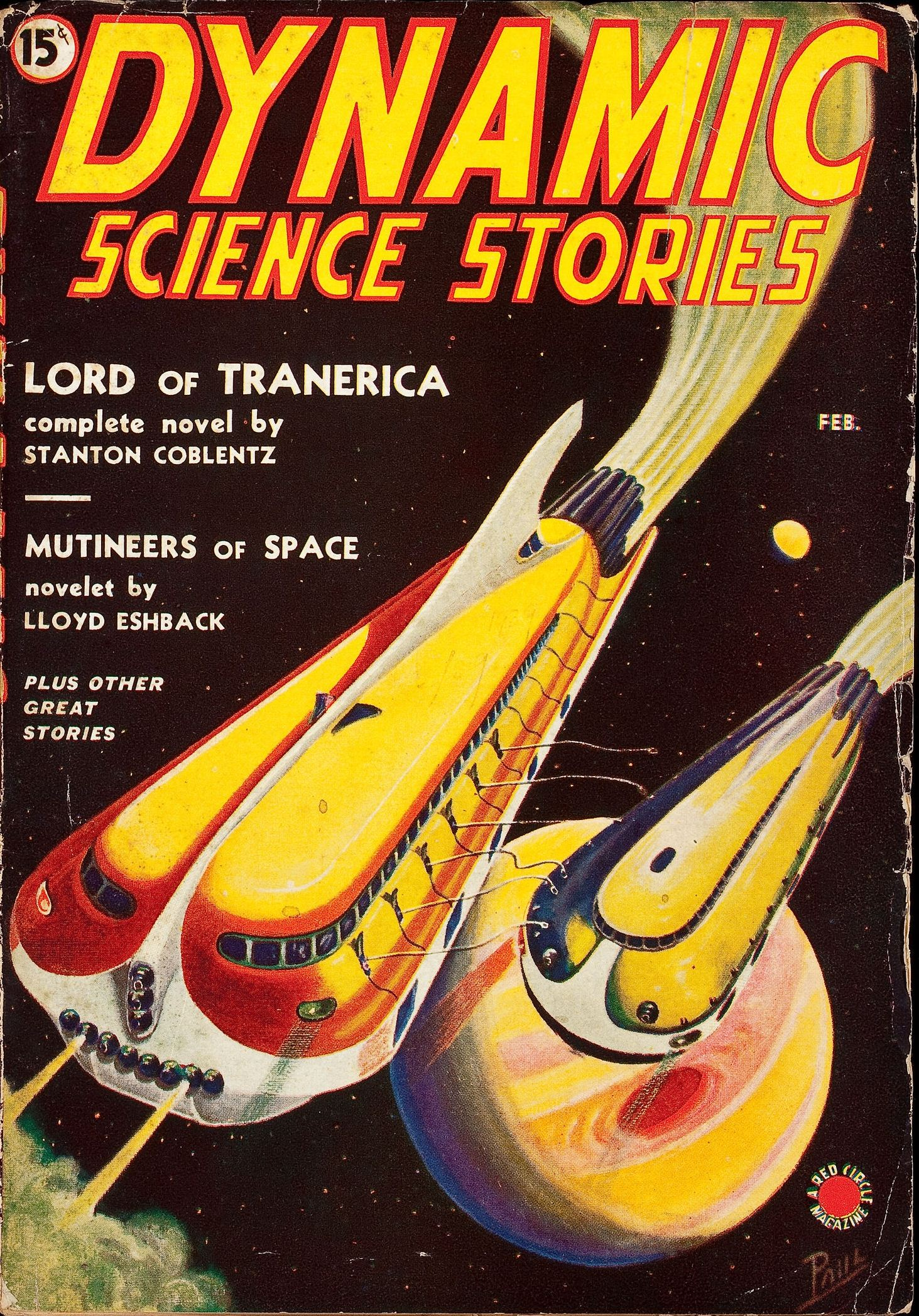
Dynamic Science Stories de février 1939, un des pulps publiés par Goodman.

Ce dernier continue de publier, sous différentes enseignes commerciales, des magazines au succès plus ou moins important : All Star Adventure Fiction, Complete Western Book, Mystery Tales, Real Sports, Star Detective ou encore Ka-Zar. Il produit aussi des magazines avec un plus grand format (Amazing Detective Cases, Snap Magazine, National Detective cases, etc.). En 1933, il engage J. W. Scott qui devient le principal dessinateur des couvertures de ses pulps. En 1934, il épouse Jean Davis avec qui il aura trois enfants : Iden, né en 1937, Charles, né en 1938 et Amy, née en 1939. En 1938, Martin Goodman publie Marvel Science Stories, un pulp mêlant horreur et science-fiction.
Lorsque les comics font leur apparition, il décide de se lancer dans l'aventure, tout en continuant à publier ses magazines. Funnies, Inc. est une société qui a voulu éditer ses propres comics mais qui n'ayant pas assez d'argent pour cela finit par proposer à d'autres éditeurs des histoires qu'ils peuvent publier dans leurs comics. Goodman signe un accord avec cette société et commande plusieurs séries de bandes-dessinées. Ainsi en octobre 1939, il propose Marvel Comics dans lequel font leurs débuts, entre autres personnages, Namor de Bill Everett et Human Torch de Carl Burgos. Goodman décide de faire imprimer 80 000 exemplaires, mais la mauvaise qualité de l'impression et les craintes liées à la situation internationale l'amènent à annuler l'édition de Marvel Comics. Lorsqu'il apprend que les exemplaires déjà imprimés se sont tous écoulés très rapidement (les 80 000 exemplaires tirés s'écoulent en deux semaines), il ordonne la reprise de l'impression et commande une réimpression pour tirer 800 000 nouveaux exemplaires. Il commande dans la foulée du matériel pour un deuxième et troisième numéro. Goodman, qui a aussi fondé les maisons d'édition de comics Daring et Marvel, fait publier ce comics par une autre de ses sociétés nommée Timely Comics.

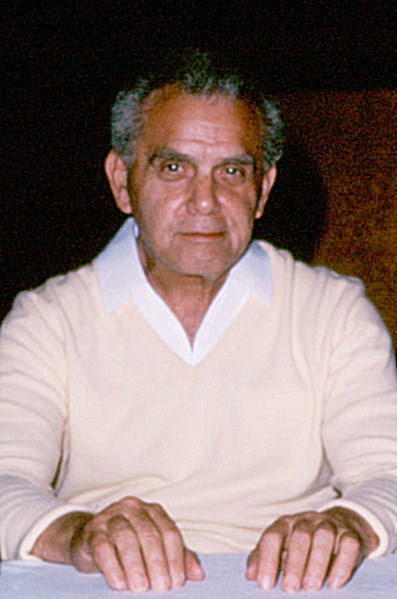
Kirby dans les années 1980.

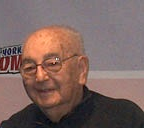
Joe Simon, premier responsable éditorial de Timely.

Devant le succès du premier numéro, Martin Goodman fait de Marvel Comics un mensuel et le renomme Marvel Science Stories. Il publie en parallèle d'autres titres qui se soldent par des échecs : Daring Mystery en janvier 1940 et Mystic Comics en mars 1940. Plutôt que de passer par Funnies, il engage les artistes Joe Simon et Jack Kirby et commande les séries directement aux auteurs. Puis en 1940, Goodman confie à Simon la direction éditoriale de Timely Comics. Joe Simon lui suggère alors de recruter également à un poste d'adjoint Jack Kirby. Les deux partenaires forment rapidement un tandem très efficace même s'ils commettent Red Raven qui selon Simon est le pire comics qu'il ait réalisé. Un troisième dessinateur Syd Shores est engagé, surtout pour encrer les pages de Kirby. Exceptés eux trois, les auteurs de comics sont des indépendants qui vendent leurs comics à Goodman. Les postes administratifs sont occupés majoritairement par des membres de la famille de Goodman (trois de ses frères sont présents ainsi que son beau-frère). Le manque de succès de ces nouvelles séries met à mal Timely jusqu'à ce qu'à l'été 1940, lorsque les dessinateurs Carl Burgos, créateur de Human Torch et Bill Everett, créateur de Submariner proposent une rencontre entre les deux personnages. Ce crossover, dans les numéros 7 et 8 de Marvel Mystery Comics est le premier de l'histoire des comics et met en place le premier univers partagé. Pour profiter du succès de ces deux personnages, un comics pour chacun est produit. Quelques mois après, en décembre 1940, Simon et Kirby créent pour Timely son troisième personnage majeur : Captain America et réalisent 10 numéros avant de quitter la société. En effet Goodman avait signé un contrat avec Simon et Kirby offrant 15% des revenus du comics à Simon et 10% aux dessinateurs. Toutefois, en trafiquant les écritures comptables, il affirme que le comics n'est pas rentable. Simon et Kirby décident alors de quitter Timely pour DC Comics qui leur offre le double de ce qu'ils touchent,. Martin Goodman nomme Stan Lee, qu'il avait recruté en 1940 pour assister le rédacteur en chef par intérim Joe Simon, alors qu'il n'a que 19 ans.
Si la branche comics est une réussite, en revanche celle des pulps connaît de nombreux problèmes ; Goodman avait l'habitude de réimprimer des nouvelles déjà publiées en changeant les noms et sans se soucier des droits des auteurs. En 1940, plusieurs éditeurs déposent une plainte contre Goodman et Louis Silberkleit, autre éditeur de pulps et cofondateur d'Archie Comics, devant la Federal Trade Commission (FTC). En 1942, les deux sont condamnés pour leurs pratiques. Plus que le jugement, ce sont les conséquences financières sur le long terme qui sont les plus préjudiciables. Goodman dorénavant est obligé de respecter les droits des auteurs et de les payer à chaque fois. À cela s'ajoutent les restrictions sur le papier durant la Seconde Guerre mondiale et des profits en hausse, grâce aux comic books, qui poussent Goodman à moins investir dans les pulps. Trois fois au moins, de 1942 à 1947, la FTC condamne Goodman pour le non-respect du droit des auteurs.

### Édition de romans via Lion Books

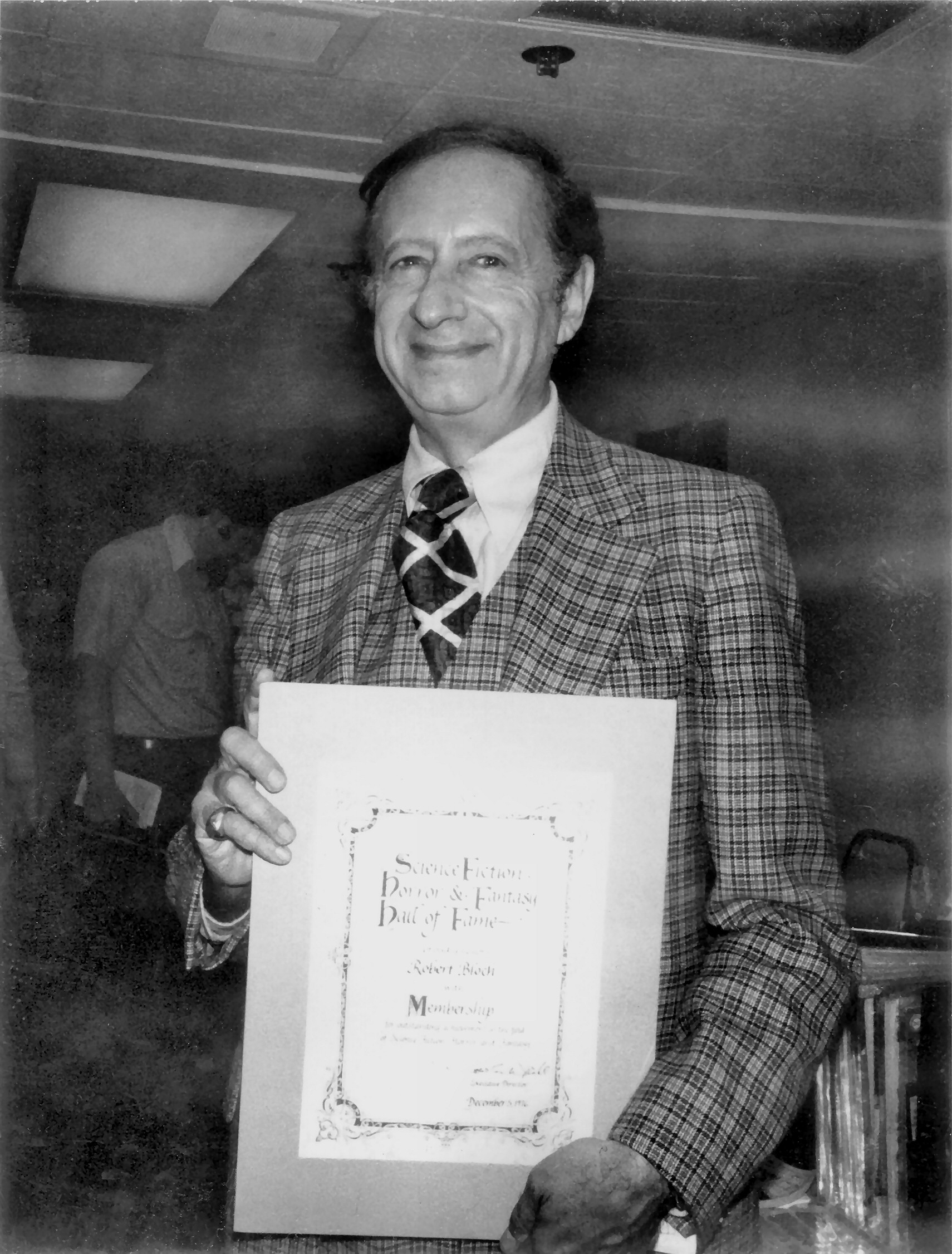
Robert Bloch, un des auteurs publiés par Goodman.

Parallèlement à l'édition de pulps et de comics, Martin Goodman se lance dans l'édition de livres. Créée en 1949, sa maison d'édition se nomme d'abord Red Circle Books et est spécialisée dans les romans érotiques. Cependant elle est rebaptisée très rapidement Lion Books et le contenu change totalement. Cette maison d'édition publie alors des auteurs importants de romans policiers comme Robert Bloch, David Goodis et Jim Thompson. Dans un premier temps, Lion publie des romans au format poche au prix de 25 cents. 233 ouvrages seront publiés. Une autre collection est lancée en 1954 sous le nom de Lion Library. Le format est plus grand et le prix est de 35 cents bien que certains soient au format poche à 25 cents.
Cette diversification lui permet de résister à l'effondrement du marché des comics dans la deuxième partie des années 1950. Durant ces années d'après-guerre, Goodman choisit la diversité et publie des magazines de mots croisés, des magazines d'humour comprenant aussi des images de pin-up, des magazines de cinéma, d'autres à l'eau-de-rose ou visant le lectorat masculin. Cependant en 1957, la FTC le condamne une nouvelle fois. Les motifs sont les mêmes que précédemment ; Goodman est accusé d'avoir repris des romans déjà publiés ailleurs, d'avoir changé le titre et de les faire passer pour des œuvres originales. De plus, jusqu'en 1952, Goodman passe par Kable News pour distribuer ses ouvrages. Il préfère ensuite se charger lui-même de cette mission. En 1956, comme pour ses comics, il délègue la tâche à American News mais cette décision est un désastre puisqu'American News abandonne la distribution. Goodman demande alors à Independent News de prendre le relais, comme pour les comics mais cette société n'est pas intéressée. Goodman face à ses difficultés n'insiste pas et revend sa maison d'édition à la société New American Books.

### Atlas Comics

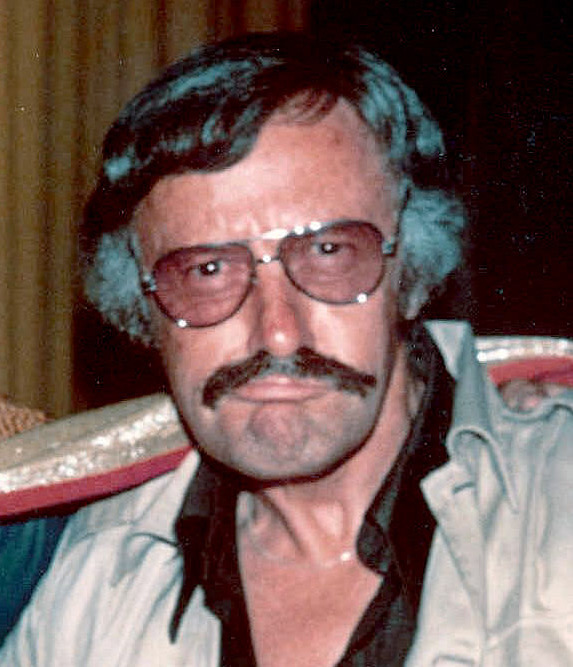
Stan Lee en 1975.

Jusqu'en 1949, Goodman salariait les auteurs de ses comics. Stan Lee était toujours le responsable éditorial et jouissait d'une grande liberté. Cependant, il n'y avait pas assez de comics pour que toutes les histoires dessinées soient publiées. Stan Lee garde alors ces épisodes dans une réserve pour qu'ils soient éventuellement publiés ultérieurement. Cette année-là Goodman découvre ce stock de pages payées mais jamais éditées. Il décide alors de renvoyer tous les créateurs et confie cette tâche à Stan Lee. Ce dernier doit dorénavant acheter les épisodes à des auteurs indépendants. Ainsi, il ne peut plus y avoir de pages payées non-publiées. Lee décide alors de traiter avec les auteurs qui travaillaient précédemment pour lui. Les économies réalisées par ce changement permettent à Martin Goodman de fonder en 1951 une nouvelle société de distribution qu'il nomme Atlas News Company. Le logo d'Atlas est apposé sur les couvertures de tous les titres à partir de novembre,. Le nom Timely Comics tombe en désuétude au profit d'Atlas, notamment dans l'esprit du grand public. Goodman ne cherche pas à innover et les comics qu'il publie suivent les modes du moment, western, guerre et monstres semblables à ceux des séries B . Ne cherchant que le profit et n'ayant aucun attrait pour les comics qu'il publie, il n'hésite pas à arrêter la publication de comics qui ne sont pas rentables, même si les héros qu'on trouve dans ceux-ci sont Namor, Human Torch et Captain America. Cette politique lui réussit puisqu'Atlas, dans les années 1950, vend 5,8 millions de comics par mois en moyenne. Goodman décide en 1956 de fermer sa société de distribution, même si le logo d'Atlas reste sur les comics, et de passer par American News Company, mais cette société cesse ses activités en 1957 et Goodman est obligé de traiter avec Independent News qui appartient à DC Comics. Independent impose de diminuer le nombre de comics à distribuer et Atlas, dont le logo disparaît alors, passe d'une cinquantaine de comics par mois à douze. L'édition de pulps, quant à elle, s'achève en juin 1957 ; le lectorat n'est plus assez important pour que ce type de magazine soit rentable.
Goodman fonde en 1958 une nouvelle maison d'édition de romans nommée Zenith Books. Mais il l'abandonne en 1960, après avoir publié une quarantaine de titres.

### Marvel Comics
À la fin des années 1950, le concurrent principal d'Atlas News, DC Comics réussit à relancer les comics de superhéros, d'abord avec le retour de The Flash et de Green Lantern, puis avec le titre Justice League of America qui rassemble Superman, Batman, Wonder Woman et Aquaman. C'est le début de l'âge d'argent des comics.
Pour suivre la tendance, Martin Goodman demande en 1961 à Stan Lee et Jack Kirby de lui proposer un titre consacré à une équipe de superhéros, mais ces derniers répondent par une histoire originale avec des personnages plus humains et un scénario plus complexe qu'à l'accoutumée : Les quatre fantastiques. La série constitue le premier réel succès commercial de ce qui deviendra plus tard Marvel Comics. Elle amorce également un tournant dans l'industrie des comics. Stan Lee, Jack Kirby, accompagnés d'artistes et d'auteurs tels que Steve Ditko, Don Heck, Dick Ayers, John Romita SR. et Roy Thomas produiront dans la foulée toute une gamme de super-héros parmi lesquels Spiderman, Iron Man, Hulk, Daredevil et les X-Men. Martin Goodman utilise le logo Marvel Comics dans le coin supérieur gauche de leur couverture comme dénominateur commun à tous les nouveaux titres qu'il publie.

### Dernières années

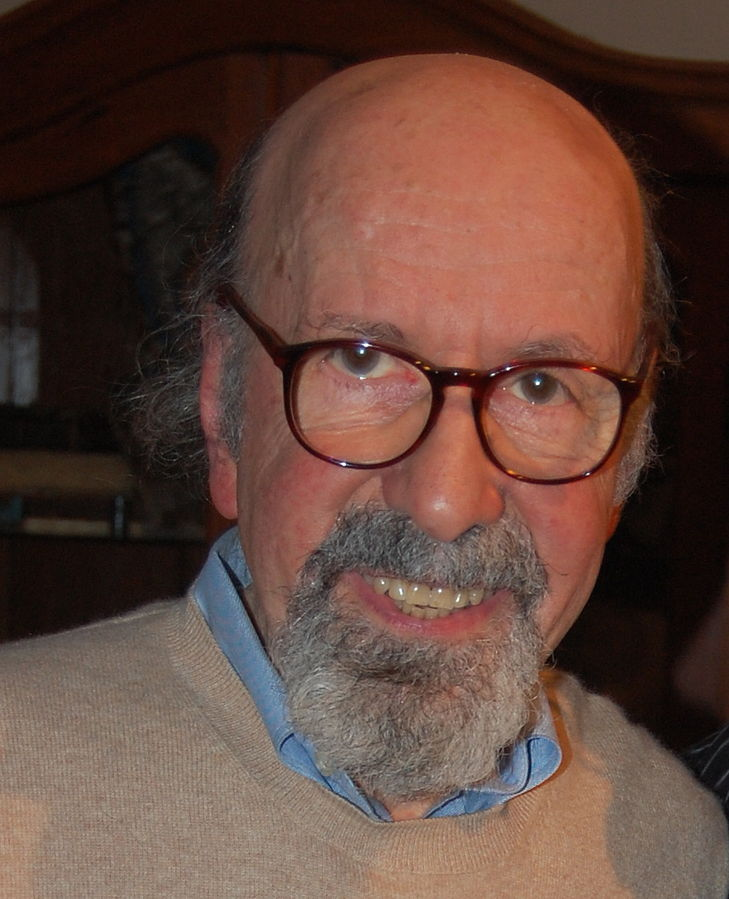
Larry Lieber, un des responsables éditoriaux d'Atlas.

Martin Goodman vend en 1968 son groupe de presse à Perfect Film & Chemical Corporation,. Il en reste néanmoins l'éditeur jusqu'à sa retraite en 1972. Par la suite, Perfect Film & Chemical Corporation se rebaptise Cadence Industries et renomme sa division presse en Marvel Comics Group, future Marvel Comics.
Lorsqu'il quitte Marvel, Martin Goodman s'attend à ce que son fils Charles, dit Chip, qui était son assistant, lui succède ou du moins qu'il ait un poste à responsabilité, mais Chip est renvoyé peu après le départ de Goodman. Celui-ci pour se venger décide en 1974 de fonder une nouvelle société, Seabord Publications, et de publier des comics et des magazines. La filiale publiant les comics prend le nom d'Atlas Comics (en faisant ainsi référence à la société des années 1950). Chip en est le président, Jeff Rovin, ancien éditeur chez Warren Publishing et DC Comics est le responsable éditorial et Larry Lieber, frère de Stan Lee et cousin par alliance de Goodman s'occupe de plusieurs anthologies. Jeff Rovin a en tête de proposer des comics qui se démarquent de ceux publiés par DC et Marvel, mais Goodman intervient et ordonne que les créations copient les séries qui se vendent bien. Ainsi les comics d'Atlas sont souvent des plagiats des séries de Marvel. Ce choix éditorial, qui était dans les années 1950 un gage de réussite, ne trouve pas d'intérêt chez les lecteurs et, après moins d'un an, Atlas cesse de publier des comics,.
Goodman prend alors véritablement sa retraite à Palm Beach en Floride où il meurt le 6 juin 1992.

## Politique éditoriale

### Chez Marvel
Lorsque Martin Goodman décide de publier des comics, il ne considère que les bénéfices financiers. Il méprise les fans et affirme « Fans aren't interested in quality »,. De plus, il préfère suivre les modes plutôt qu'innover. Cela est bénéfique financièrement mais ne permet pas à sa société (Timely, Atlas ou Marvel) d'être une société leader. Lorsque DC crée le comics Justice League of America , il demande à Stan Lee de lancer un nouveau comics de super-héros avec au moins un des personnages connus de Timely pour imiter DC. Stan Lee, avec Jack Kirby préfère créer de nouveaux personnages, les Quatre Fantastiques. Cette originalité nouvelle pour un magazine publié par Goodman se révèle payante. De même, lorsque Lee présente le personnage de Spider-Man, Goodman s'y oppose, arguant que les gens détestent les araignées, que le héros est trop jeune et qu'il a trop de soucis. Lee parvient à publier son histoire dans un comics qui devait cesser de paraître et dont le contenu n'importait pas à Goodman. Le succès de ce numéro amène finalement Goodman, qui n'hésite pas à changer d'avis si cela amène des bénéfices à demander à Lee de nouvelles histoire de Spider-Man.
Ainsi, même s'il considère que les magazines qu'il vend sont sans valeur et qu'il délègue la direction artistique à Stan Lee, Martin Goodman reste attentif à ce qu'il publie. C'est surtout vrai lorsque Stan Lee débute en tant que rédacteur en chef. Celui-ci doit lui montrer tout ce qui est publié. Par la suite, à mesure que Lee est plus expérimenté, Goodman lui délègue plus de responsabilités. Entre autres, Lee est celui qui doit annoncer les mauvaises nouvelles car Goodman déteste les confrontations. En revanche, Goodman insiste pour vérifier les couvertures car selon lui, c'est la première raison pour laquelle les lecteurs vont acheter un comics. Dans les années 1940, il choisit Alex Schomburg, qualifié par Stan Lee de « Rockwell des comics » pour dessiner la majeure partie des couvertures.
La confiance que Goodman a en Stan Lee se vérifie aussi en 1970 lorsque le département de la santé demande à Lee de réaliser un comics pour mettre en garde la jeunesse contre les méfaits des drogues. Or, les comics sont depuis 1954 soumis au comics code qui certifie qu'ils sont inoffensifs pour les enfants. Cela rassure les marchands de journaux qui risquent, en l'absence de cette marque, de refuser le comics. Un des critères pour inscrire le sceau du comic code est de ne pas évoquer les drogues et ses usages. Lee sachant qu'il ne pourra faire valider le comics propose à Martin Goodman de le distribuer même si l'organisme certificateur, le CCA, refuse. Comme la série choisie est Spider-Man qui est le titre phare de Marvel, Goodman accepte le risque, qui s'avère payant car les ventes ne s'en ressentent pas.

### Chez Atlas
Lorsqu'il crée Atlas Comics en 1974, Goodman pour attirer les auteurs qui travaillent pour Marvel ou DC leur propose un prix par page plus important et surtout il accepte que les dessinateurs puissent reprendre leurs planches et que leurs droits d'auteurs soient en partie reconnus. C'est une révolution importante dans le monde des comics puisque avant cela, les maisons d'éditions étaient propriétaires des planches et les auteurs ne pouvaient quasiment jamais faire valoir leurs droits sur leurs créations. DC pour contrer Atlas propose à ses artistes un meilleur salaire, un pourcentage sur les réimpressions et le retour des planches. Marvel, par la voix de Stan Lee, ne promet rien de tel, mais met en avant les avantages financiers déjà existants et promet une prochaine augmentation. Stan Lee rappelle aussi que Goodman avait toujours été un farouche adversaire de la reconnaissance du droit d'auteur.

## Relation avec les auteurs
Martin Goodman voit dans les œuvres qu'il publie un moyen de gagner de l'argent. Il ne les juge pas selon leurs qualités artistiques et les considère comme des objets sans valeur. Ce ne sont que des produits qu'il estime posséder une fois qu'il a payé les auteurs. Cependant, cela ne l'empêche pas de traiter correctement les personnes qui travaillent pour lui. Les relations ne sont pas amicales, mais elles ne sont pas nécessairement conflictuelles. Selon Gary Friedrich, Goodman demandait que le travail soit accompli sans se préoccuper du nombre d'heures passées dessus et n'hésitait pas à offrir des primes. De même, dans les années 1950, Stan Lee qui est le scénariste principal des comics d'Atlas peut rester un puis deux jours chez lui pour écrire plutôt que de se rendre à son bureau.